# Bistum Chanthaburi
Das Bistum Chanthaburi (lat.: Dioecesis Chanthaburiensis, Thai: สังฆมณฑลจันทบุรี) ist ein römisch-katholisches Bistum in Thailand.
Das Bistum hat eine Fläche von 34.000 km², welche die Provinzen Chanthaburi, Chonburi, Prachinburi, Rayong, Sa Kaeo und Trat sowie den Teil östlich des Maenam Bang Pakong (Bang-Pakong-Fluss) der Provinz Chachoengsao und den größten Teil der Provinz Nakhon Nayok umfasst. Mit Stand 2021 waren von den 5,1 Million Einwohnern 55.806 katholisch. Das Bistum ist in 41 Gemeinden unterteilt und hat insgesamt 97 Priester. Das Bistum ist dem Erzbistum Bangkok als Suffraganbistum unterstellt.

## Geschichte
Das Bistum geht auf das Apostolische Vikariat Chanthaburi zurück, welches am 11. Mai 1944 vom Apostolischen Vikariat Bangkok abgespalten wurde. Am 18. Dezember 1965 wurde es zum Bistum erhoben.

## Kathedrale

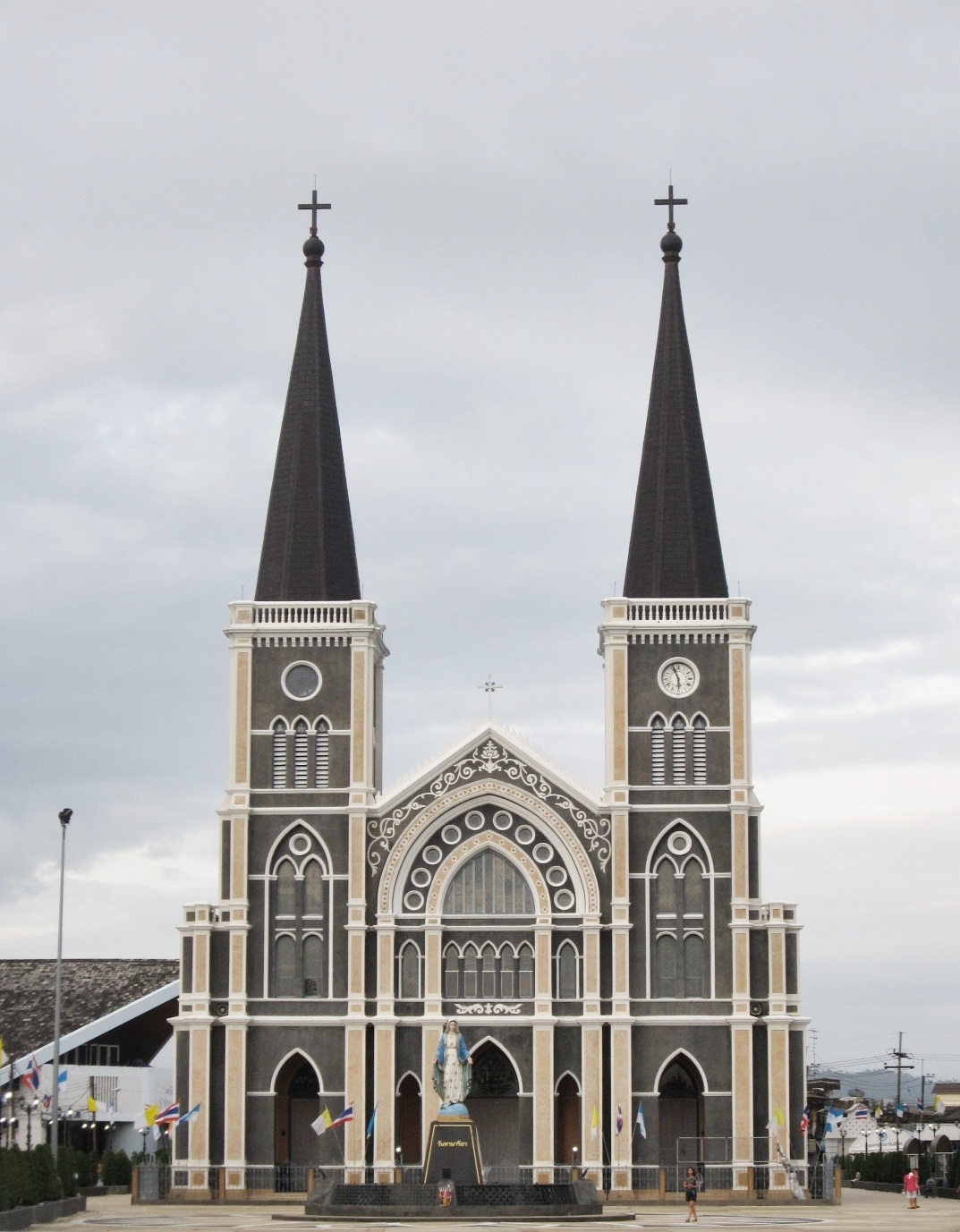
Kathedrale der Unbefleckten Empfängnis in Chanthaburi

Die Kathedrale der Unbefleckten Empfängnis (Thai: อาสนวิหารพระนางมารีอาปฏิสนธินิรมล) in Chanthaburi ist die größte Kirche Thailands. Eine erste Missionskapelle wurde dort im Jahre 1711 erbaut. In der Folgezeit wurde sie viermal erweitert, insbesondere wegen der wachsenden Zahl von vietnamesischen Katholiken in der Stadt, die wegen der religiösen Verfolgung hierher geflohen waren. 1909 wurde die jetzige gotische Kirche am linken Ufer des Chanthaburi-Flusses fertiggestellt. Im Zweiten Weltkrieg war das Dach der Kirche entfernt worden, um das Gebäude weniger verdächtig erscheinen zu lassen und so vor alliierten Luftangriffen zu schützen.

## Bischöfe
Vor der Erhebung zum Bistum waren die Apostolischen Vikare Titularbischöfe.
- Giacomo Luigi Cheng, 11. Mai 1944 – 14. April 1952
- Francis Xavier Sanguon Souvannasri, 8. Januar 1953 – 3. April 1970
- Lawrence Thienchai Samanchit, 3. Juli 1971 – 4. April 2009
- Silvio Siripong Charatsri, 4. April 2009 – 13. Juni 2023, dann Bischof von Ratchaburi
- Philip Adisak Phorn-Ngam, seit 11. November 2024